# ایستگاه راه‌آهن مرکزی آرنهم
ایستگاه راه‌آهن مرکزی آرنهم (انگلیسی: Arnhem Centraal railway station) بزرگترین ایستگاه راه‌آهن در شهر آرنهم، هلند است.
ایستگاه که در سال ۱۸۴۵ تأسیس شده به راه‌آهن ملی هلند و خط اینترسیتی-اکسپرس متصل است.

## نگارخانه

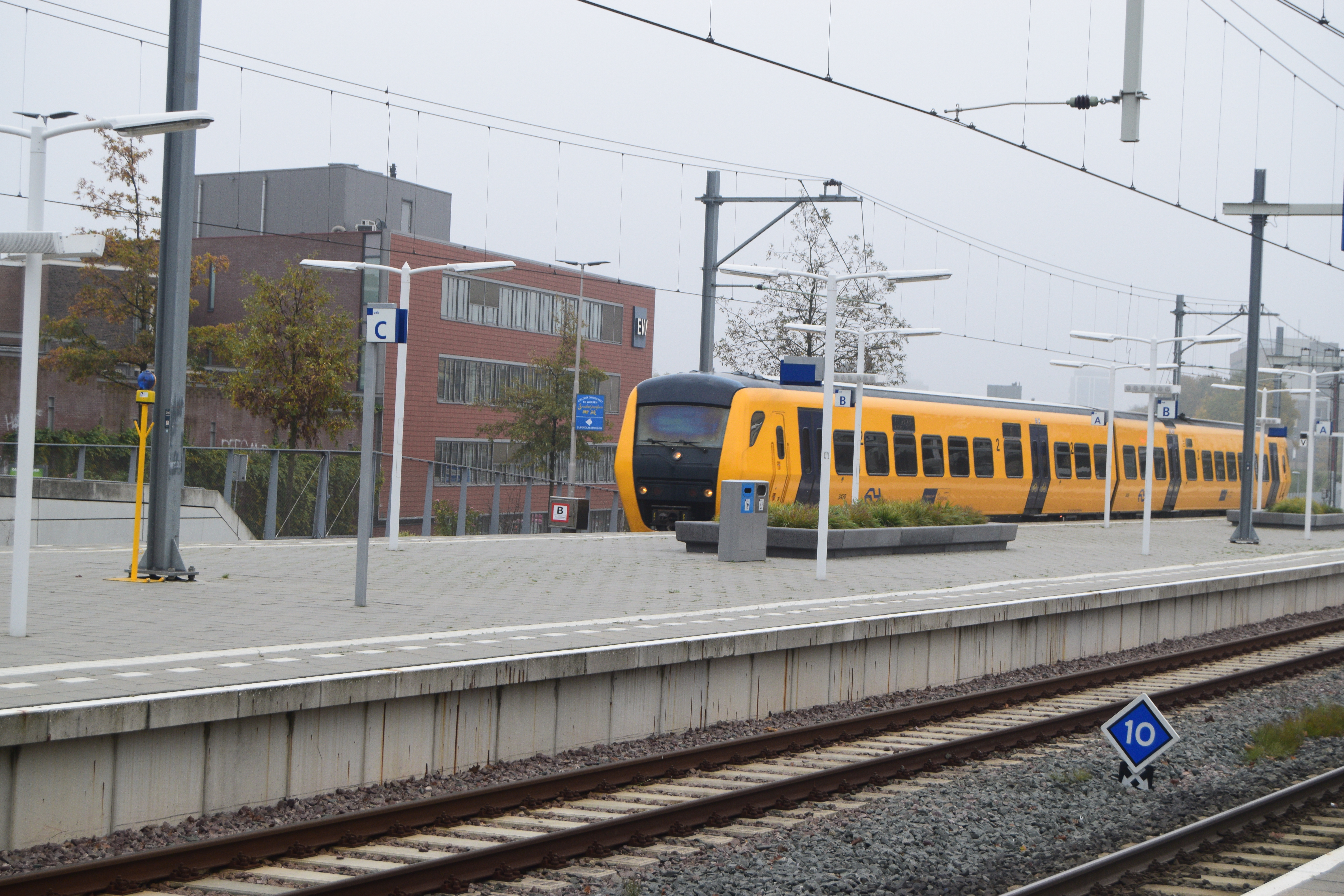
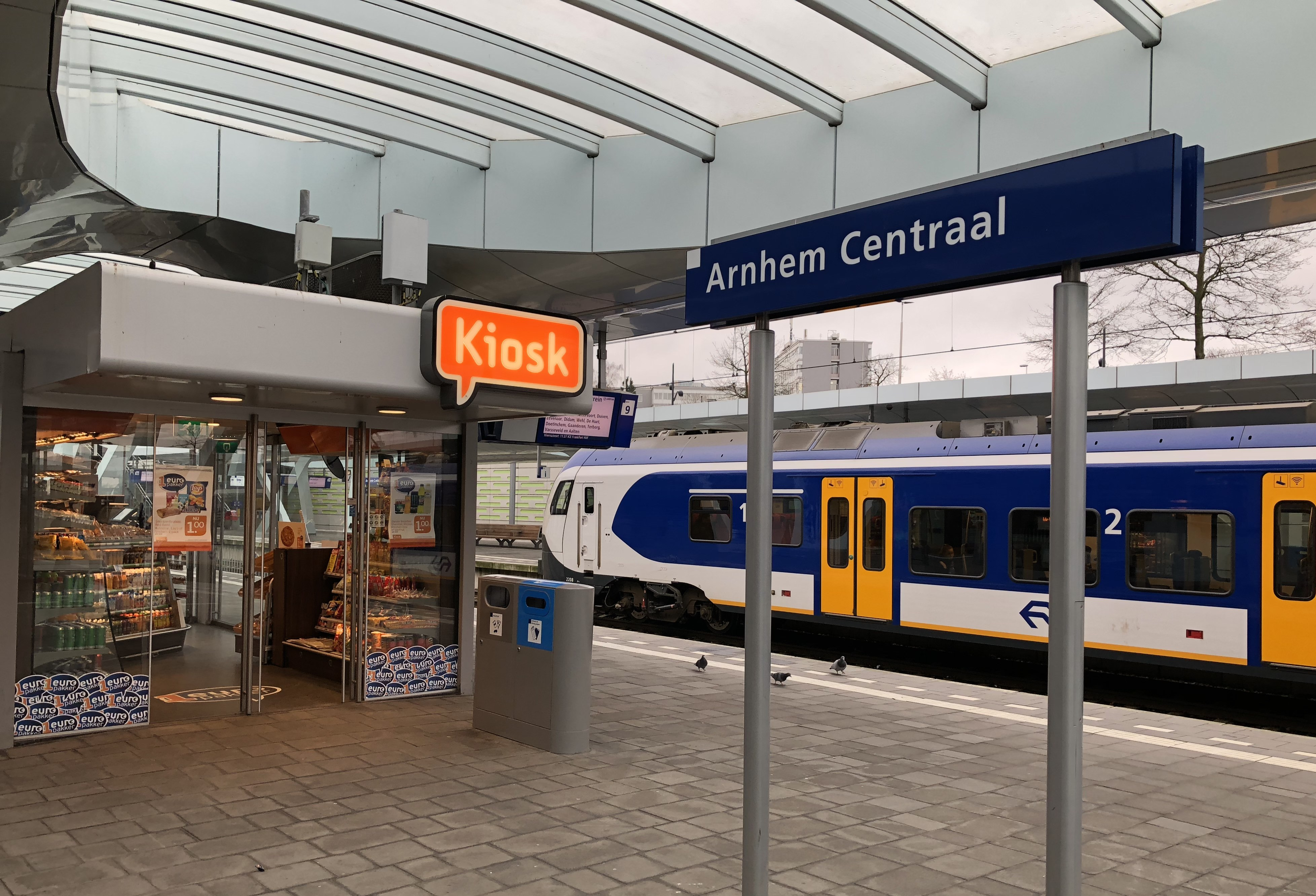
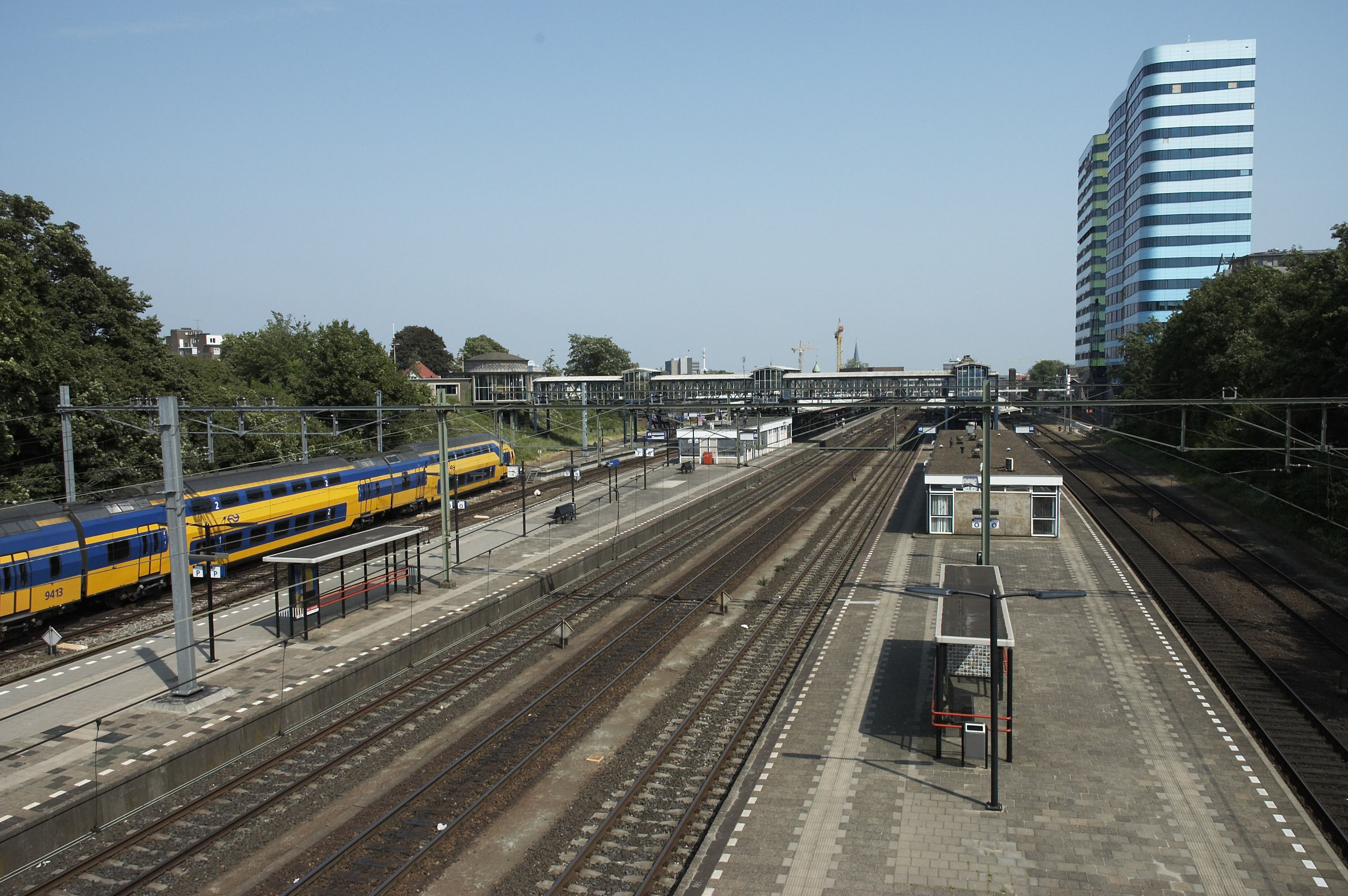
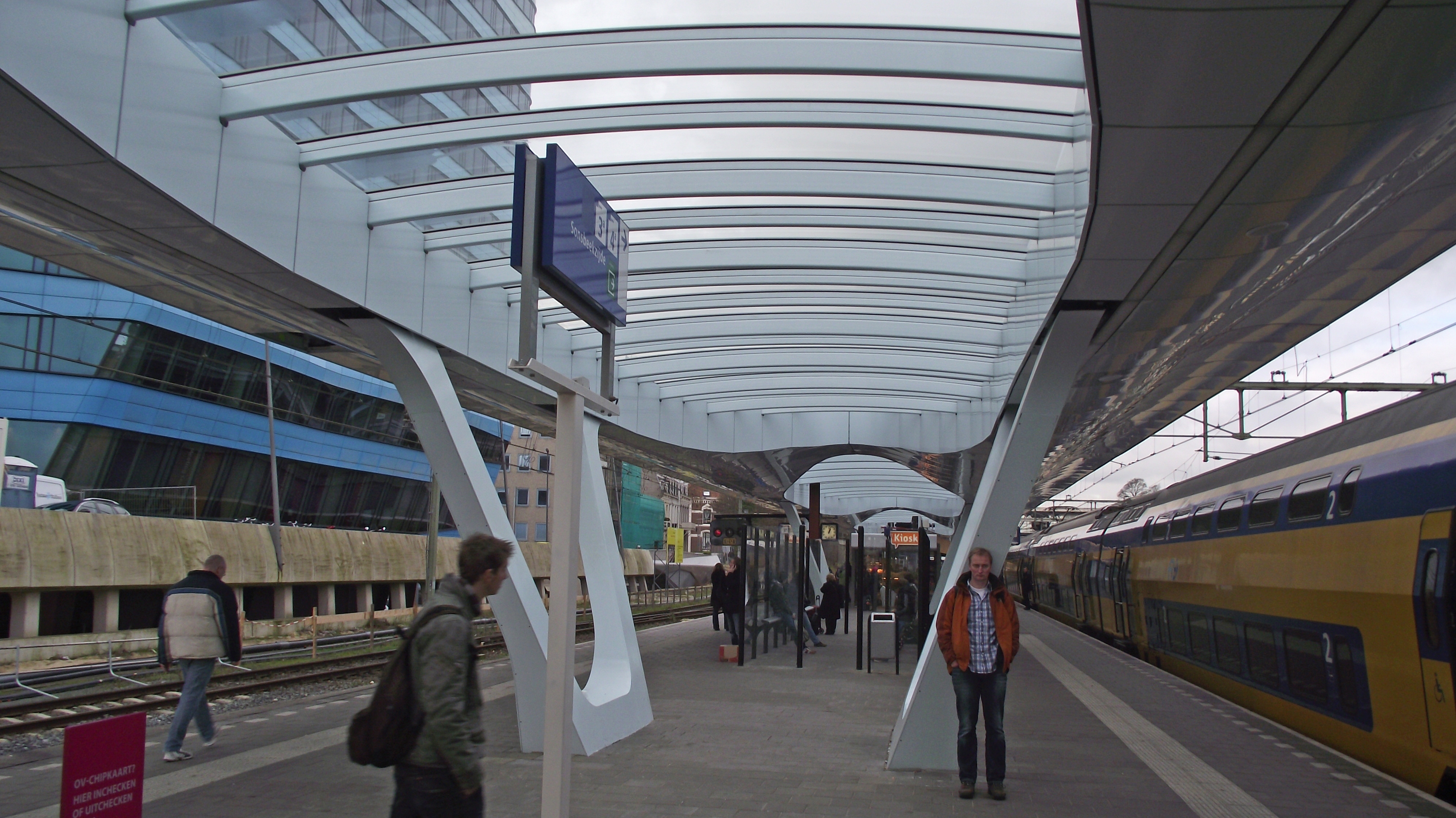
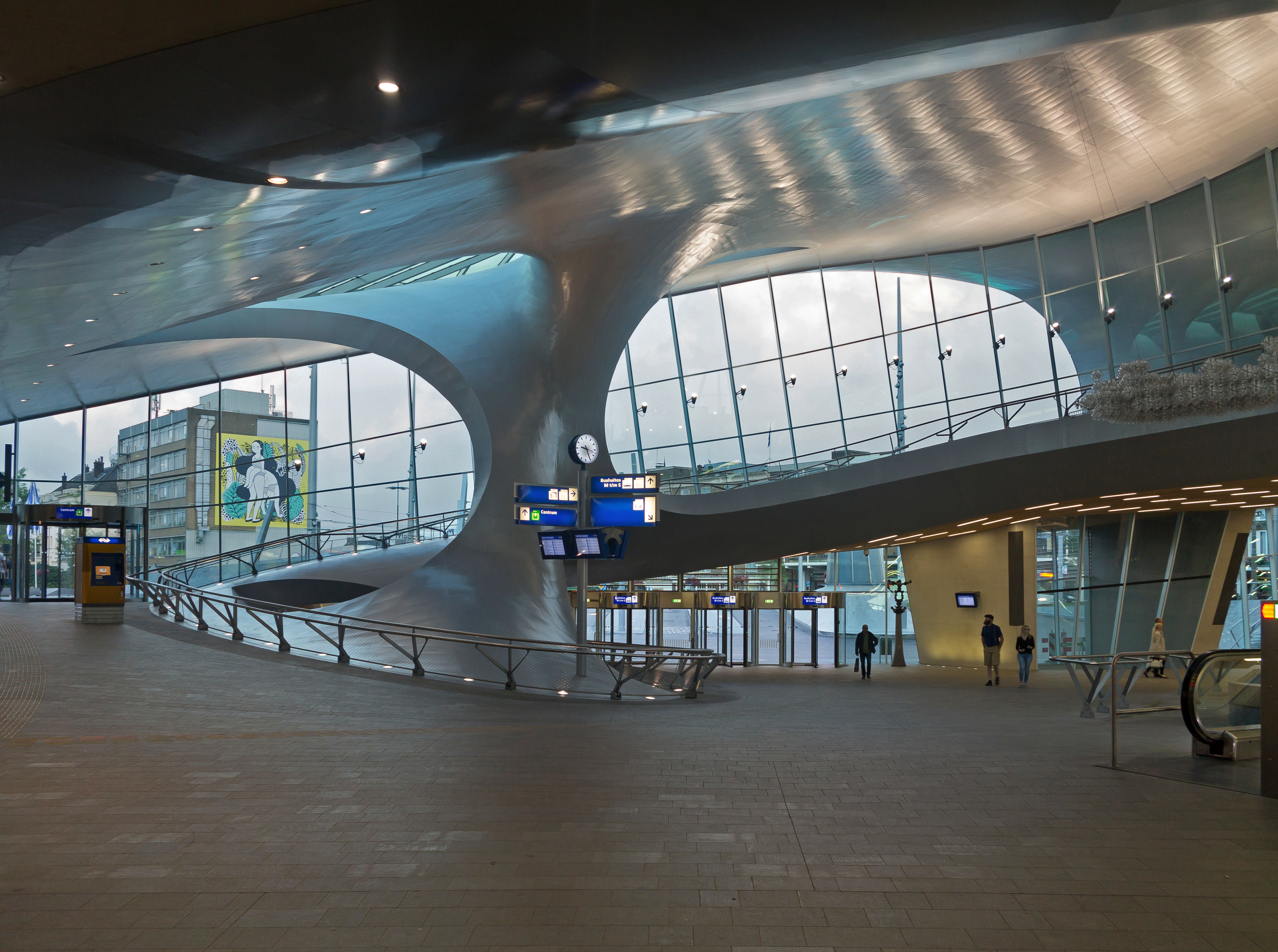